# 椿野ゆうこ
椿野 ゆうこ（つばきの ゆうこ、2000年8月1日 - ）は、日本のアイドル、グラビアアイドル、気象予報士。女性アイドルグループ・ひめもすオーケストラのメンバー。気象予報士としてはウェザーマップにも所属する。
京都府出身。茨城大学理学部地球環境科学コース気象学専攻卒業。

## 略歴
高校は進学校であったが、不器用で着いていけず一時、気持ちが病んでしまっていた時に、乃木坂46などのアイドルに出会い救われた。このことから、自分も多くの人に元気を与えられるアイドルになりたいという夢を抱く。高校生の時に「芸能人になりたい」と親に告げるも反対される。大学進学後、諦めきれずにアイドルグループのオーディションを受け、2020年7月より「ひめもすオーケストラ」オリジナルメンバーとして活動。
2021年9月、『週刊プレイボーイ』（集英社）No.41にグラビア掲載。無名のアイドルからの大抜擢となった。椿野はアイドル自体には詳しかったが、グラビアアイドル知識が無かったため（欅坂46・長濱ねるの写真集は持っていた）、わざわざ週プレ運営のグラビアサイトに課金してポーズなどを勉強したという。前述の週プレに「究極のタヌキ顔美少女」として取り上げられて以降、2022年には『BUBKA』（白夜書房）、『週刊FLASH』（光文社）、『BOMB!』（ワン・パブリッシング）、『ヤングチャンピオン』（秋田書店）、『ヤングガンガン』（スクウェア・エニックス）、『DOLCE』（白夜書房）など大手出版社のグラビア誌、コミック誌に立て続けにグラビアが掲載されブレイク。
2023年2月14日にはKADOKAWAから初の写真集『椿の色』を出版した
2023年2月発売の『ヤングドラゴンエイジ VOL.15』（KADOKAWA）で漫画誌初表紙。『クリーム』2024年2月号（メディアックス）でグラビア雑誌初表紙。
2024年3月8日、気象予報士試験に合格したことを報告。27日には気象庁へと登録を済ませ、正式に気象予報士となった。同年10月からTOKYO MXの情報番組『おはリナ!』で気象予報を担当。同番組ではゼロから話す内容と構成を考えている。
2025年5月から「爆サイ天気予報」での気象予報を担当するほか、赤木乳業「ガリガリ君お天気マネージャー」のメンバーにも就任。

## 人物
- 国立の茨城大学理学部出身[1]。大学名については在学中は秘匿していたが、卒業時に「茨城大学 理学部 地球環境科学コース 気象学専攻」であると明かしている[15]。もともとは気象研究に興味があった[13]。母はかつて京都市青少年科学センターで仕事をしており[16]、同所の気象コーナーで気温や天候に興味を持つ[17]。
- グラビアを始めるまでは体育の授業以外で水着を着たことがなく、ビキニも着たことがなかった[4]。 グラビアを始めて付けられたキャッチフレーズは「男子の理想形を具現化した美少女」[18]。
- 趣味はアイドル鑑賞。特技は裁縫、料理。ソロ楽曲『あなたのいた夏』では作詞にも挑戦している[19]。
- 『クリーム』副編集長の西永彩奈を「私の中のスーパーレジェンド」と尊敬している[6]。
- 2024年に自死遺族（2022年に父が死去[16]）であることを公表[20]。気象予報士合格は生前の父との約束であった[16][20]。

## 出演

### テレビ
- おはリナ!（2024年10月1日 - 、TOKYO MX） - 火・水曜日、天気予報

### ウェブテレビ
- ABEMA BOATRACE CRUISE『クロちゃんとクルーちゃん』（2022年4月1日 - 2023年3月31日、ABEMA） - ボートレースガールズ[21]
- 椿野ゆうこの週刊You天（2024年9月19日 - 、木曜日、TBS NEWS DIG）

## 作品

### イメージDVD
- 天気予報の恋人（2024年12月19日、らんくう）[22]

## 出版

### 写真集
- 椿の色（2023年2月14日、KADOKAWA、撮影：細居幸次郎）ISBN 978-4040748580[23][24]
- ゆうこ100％（2024年10月31日、らんくう、撮影：田畑竜三郎）ISBN 978-4910715124[25]
- 椿野ゆうこ大百科事典（2025年7月、ReverieFilm出版）ISBN 9784991293527※自主制作

### デジタル写真集
- 初恋をとりもどせ！（2021年9月27日、集英社［週プレ PHOTO BOOK］、撮影：Takeo Dec.）[26]
- BACK IN すく～る（2021年12月16日、集英社［YJ PHOTO BOOK］、撮影：HIROKAZU）[27]
- 部屋とセーラー服と私（2022年2月17日、白夜書房［BUBKAデジタル写真集］、撮影：HIROKAZU）[28]
- ノスタルジックにはじめまして（2022年4月29日、光文社［FLASHデジタル写真集］、撮影：佐藤裕之）[29]
- She 最初のカノジョ（2024年9月10日、クリームエディット）
- あした天気にしてあげる♥（2024年9月13日、PAD［水色エモーションデジタル写真集］）
- 雨のち、ゆうこ（2024年9月18日、クリームエディット）
- ゆこリズム＆メロディ（2024年9月24日、クリームエディット）
- 癒やしたいし癒やされたい（2024年11月5日、双葉社［漫画アクションデジタル写真集］、撮影：鈴木ゴータ）[30]
- お天気お姉さんの秘密 vo.1･2（2025年1月31日、講談社［FRIDAYデジタル写真集］、撮影：西條彰仁）[31][32]
- 彼女日和（2025年2月10日、集英社［週プレ PHOTO BOOK］、撮影：唐木貴央）[33]

### コラム連載
- マンスリーアイドルコラム（2025年6月4日[34] - 6月25日[35]）『ガラスガール』掲載（6月水曜担当、全4回）